# Prêtrise féminine dans le monde hellénistique
La prêtrise féminine dans le monde hellénistique traite des magistratures religieuses occupées par les femmes à l'époque hellénistique. Dans la Grèce antique, la prêtrise est une magistrature d'un genre particulier, puisqu'en plus de son lien avec les sphères sacrée et politique, elle peut aussi bien inclure les hommes que les femmes. Ces dernières sont exclues de toutes les autres magistratures hormis celle-ci, ce qui représente une exception. Les prêtresses sont alors investies d'un rôle officiel, choisies et nommées par leur cité, elles portent sur leur épaules au même titre que les prêtres et indépendamment d'eux la responsabilité des rapports entre la cité et le monde divin. Les femmes peuvent être prêtresses suivant plusieurs critères : toutes les femmes n'y ont donc pas accès ; toutefois celles-ci peuvent acquérir cette charge de prestige de diverses façons.
D'après une interprétation contemporaine, la prêtrise féminine offre aux femmes un certain accès au pouvoir qui leur est généralement proscrit. Ainsi, la prêtrise permet à celle qui devient prêtresse d'être honorée et privilégiée. Cette fonction possède un caractère qui transcende la condition féminine. Les femmes investissent la sphère religieuse dès la plus haute Antiquité, et c'est en empruntant cette voie du sacré qu'elles conquièrent également la sphère publique.

## Devenir prêtresse à l'époque hellénistique

### Modes d'acquisition
Les modes et procédés de sélection varient selon les lieux. Il n'existe pas de lois générales qui gèrent la façon et décident des raisons du choix de telle ou telle desservante. Les prêtresses peuvent être choisies selon quatre modes : l'élection ; la désignation par hérédité ; le tirage au sort ; l'achat de la prêtrise (une pratique restreinte à certaines cités d'Asie Mineure).
En général, la charge est octroyée pour une durée limitée, le plus souvent un an, parfois quatre ou dix ans, et lorsqu'elle est achetée, la prêtrise peut être à vie. Les représentants de la cité (Ecclésia, Boulè ou personnages chargés des autorités religieuses, comme le Basileus) gèrent les procédures. Le recrutement peut se faire au sein du génos, un groupe de familles aristocratiques qui ont un rôle religieux ; ce sont alors des prêtresses dites héréditaires. Ces charges patrimoniales héritées du passée font de ces femmes des personnages d'exception avec un genre de vie hors du commun. Les prêtresses dites ordinaires sont choisis parmi les autres femmes et filles de citoyens.

### Critères sélectifs
Le choix de la prêtresse relève de critères sélectifs nombreux. Tout d'abord, seules les filles et les femmes de citoyens pouvaient accéder à la charge, mais elles devaient remplir certaines exigences : être issue d'une famille honorable et pieuse, être elle-même de bonne réputation. Chaque divinité manifestait ses préférences, des exigences qui limitaient l'accès à son culte. La cité, ou le génos, associait les divers éléments pour distinguer le meilleur candidat. Cette exigence d'une moralité sans tache était une garantie que la cité prenait sur celle qui allait devoir effectuer avec rigueur et conformité les rites et cérémonies cultuelles. Elle devait être belle, saine et ne pas avoir de tare physique, signe d'un opprobre divin aux yeux des Grecs. Ces critères étaient communs aux deux types de prêtrises, ordinaires ou patrimoniales (héréditaire), mais il existait de nombreux critères propres à chaque sanctuaire et divinité. De façon générale, les dieux étaient servis par des hommes, les déesses par des femmes, et les déesses vierges par des parthénoi mais des exceptions existaient. La femme reconnue adultère ne pouvait prétendre aux charges religieuses.
La prêtrise grecque demandait une certaine aisance financière, non seulement lorsqu'il fallait l'acheter mais aussi pour l'exercer, prêtres et prêtresses assumant certaines dépenses au quotidien, aidant économiquement à faire vivre le culte. Par conséquent, au fil du temps, les charges financières, de plus en plus lourdes, finirent par restreindre l'accès aux citoyens les plus riches.
Nous le voyons, si en théorie toutes les filles et femmes de citoyens pouvaient assumer une fonction sacerdotale, dans la réalité plusieurs éléments en restreignaient l'accès aux personnes considérées comme les plus belles, les plus honorables, de belle naissance et à un groupe, assez souvent aisé financièrement. Les conditions d'accès aux prêtrises variaient selon les sanctuaires et leurs dieux.
Certaines prêtresses sont recrutées parmi des familles sacerdotales détentrices d'une charge. L'exigence de la virginité s'applique seulement aux jeunes familles qui ne sont pas mariées et le célibat perpétuel est rarement réclamé et la continence est souvent provisoire. Les prêtresses peuvent donc être des épouses ou mère de famille. L'appartenance d'une femme à une classe sociale élevée favorisait ses chances de s'aventurer sur la scène publique de même que son âge qui pouvait rentrer en considération. On préférait soit l'adolescente encore vierge, soit la femme âgée, les deux pour des questions d'abstinences sexuelles. Les femmes entre 15 et 40 n'étaient donc pas les candidates idéales même si les reines, du fait de leur influence, modifiaient ces normes.

## Charge de prêtrise

### Rôles et actions au sein du sanctuaire et de la communauté
La prêtresse est chargée par la cité d'accomplir, au nom de la communauté, les devoirs religieux prescrits par la divinité. Elle est la principale servante de la divinité, formant un lien entre celle-ci et la communauté des hommes. Elle détient une charge civique, pour une durée limitée ou à vie. La prêtresse est affiliée à un dieu et à son sanctuaire, elle accomplit les rites ou participe à chaque fête et cérémonie la concernant. Elle a pour devoir de prendre soin de la divinité, de veiller au maintien de l'ordre à l'intérieur de l'enceinte sacrée, et d'accomplir les rites sacrés selon les traditions. Elle n'enseignait rien, ne prêchait rien. Elle devait se conformer aux coutumes religieuses des ancêtres et ne pas innover, assumer les rites sans déroger à la tradition, car ceux-ci étant transmis par les dieux, les modifier était sacrilège, ne pas les accomplir correctement une offense. La prêtresse détient l'autorité du culte, un culte qu'elle ne pouvait pas altérer, dont elle devait prendre soin à travers la divinité même, le temple qui en était sa demeure, et les rites anciens et sacrés faisant d'elle une gardienne sacrée du dieu et du culte.
La prêtresse n'était pas payée pour exercer sa charge, mais elles sont riches ce qui leur permet de participer financièrement aux besoins du culte.

### Devoirs et interdictions relatifs à la pureté spirituelle (hagneia)
Cette capacité d'établir le lien avec la divinité constitue un pouvoir, mais aussi un engagement, qui s'exprime à travers de nombreux interdits propres à certains cultes et l'obligation d'accéder à un état de pureté supérieur à celui que l'on demande aux autres officiantes. La notion de sacré est intimement liée à celle de pureté pour les Grecs, celle-ci s'exprimant à travers la propreté corporelle. Cette pureté porte essentiellement sur les interdits sexuels, parfois aussi de naissance et de mort, les prêtresses devant, d'une certaine façon, s'extraire un temps de la vie effective pour atteindre un état de grâce qui amplifie leur puissance sacrée. Ainsi, des périodes d'abstinences, généralement courtes, sont requises avant les fêtes. Mais certains sacerdoces exigent une hygiène de vie spécifique. La tradition associent souvent le sacré et la pureté (hagneia). Il ne faut aucune souillure entre l'intermédiaire et les dieux. La pureté apparaît comme une vertu primordiale que ce soit pour le prêtre ou la prêtresse en tant qu'intermédiaire avec les dieux. La pureté rituelle est une forme de rappelle des coutumes ancestrales.
De plus, pour marquer symboliquement la rupture d'avec la vie quotidienne et entrer dans l'état indispensable pour approcher le sacré, des rites de purifications ont lieu avant toutes cérémonies. Il s'agit de rejeter toute souillure susceptible de perturber et corrompre le lien et donc l'acte rituel.
Ainsi, la prêtresse ne pouvait pas pénétrer dans une demeure où une femme a enfanté ou avorté pendant un temps déterminé (généralement court) ; elle ne pouvait pas pénétrer dans la maison où un homme est mort pendant un temps déterminé (généralement court) ; elle ne devait pas manger de viande au cours de rituel héroïque ni marcher sur la tombe d'un héros. Le culte des héros est célébré sur leur tombe, par conséquent la prêtresse ne devrait pas manger afin de ne pas être contaminée par les offrandes qui sont faites en son honneur. Il ne fallait aucun lien avec la mort d'un être humain ni celle également d'un animal. Il leur est donc interdit de toucher un animal mort et ou manger un animal mort par strangulation. En effet, la strangulation renvoie à la corde, qui elle-même se rapporte à une impureté spécifique renvoyant à la cause de la mort ou au nœud par laquelle elle est formée. Outre l'aspect de souillure, le monde des morts est relié au divin se distinguant de celui des vivants. La prêtresse fait partie du monde des vivants, elle est le relais entre ce dernier et les divinités dont elle n'est pas l'égal et donc elle ne peut être reliée à la mort. La prêtresse peut toutefois retrouver son état de pureté. La truie est souvent utilisée dans des rituels de retour à la pureté puisque étant l'un des animaux les plus impurs. Cet animal permet cette purification par son sacrifice. L'or est réputé pour être l'un des métaux les plus purs, la prêtresse peut donc procéder à des cérémonies avec des coupes d'or par exemple ou autre objets en or. L'abstinence sexuelle apparaît également comme ayant une valeur positive et conférant des vertus. La prêtresse peut donc y avoir recours pour redevenir pure. Il est également reconnu que la chasteté favorise la fertilité de la terre, comme le montre un décret de Kos (vers 300 av. J.-C.) concernant la pureté rituelle d'une prêtresse de Déméter relatif aux obligations et interdits de celle-ci.
En somme, commettre un de ces actes qui souille est une faute, une action interdite mais, s'il arrive que cela se produise, la prêtresse fera tout pour redevenir pure. 
Il existait également d'autres interdits, vestimentaires cette fois. Ainsi, les prêtresses ne devaient pas porter de robes agrémentées ou de certaines couleur, comme la couleur pourpre (symbole de pouvoir), ni d'or, de bijoux ou de maquillage[réf. nécessaire], ou devait au contraire porter spécifiquement d'autres couleurs. Ainsi par exemple, dans le temple de Despoina à Lycorusa, les femmes qui adoraient sur le site devaient respecter un code vestimentaire strict qui interdisait aux participantes de porter du noir ou du violet, peut-être parce que ces couleurs étaient portées par des prêtresses.

## Privilèges et honneurs de la prêtresse
La fonction de prêtresse est un prestige, elle bénéficie dès lors d'une reconnaissance sociale et d'un statut officiel civique et civil. Les prêtrises féminines tout comme les charges masculines comptent parmi les plus hautes charges publique grecques, elles sont comparables à des magistratures masculines par rapport à leur mode de fonctionnement, les dépenses qu'elles exigeaient et leur valeur civique. L'influence que la prêtresse a sur le dieu lui vaut du prestige et une certaine autorité mais aussi, puisqu'elle agit au nom de la cité et dans l'intérêt de cette dernière, de nombreux signes de gratitude, des avantages matériels ou des attentions de reconnaissances sont faits envers elle, parfois au-delà même de sa mort. Ces profits étaient de différentes sortes, allant des modalités de payement et rémunération ou encore à des égards honorifiques en remerciement pour avoir accompli un sacerdoce exemplaire. Si la charge demande un certain engagement personnel, temporel, financier, les bénéfices qui en découlaient n'étaient pas négligeables, surtout pour les femmes. Outre l'aspect financier, la fonction offre une visibilité dans la sphère publique du fait de son engagement cultuel, une reconnaissance publique qui se combine aux honneurs et privilèges accordés lesquels accroissaient encore la notoriété de ces femmes. Plus la charge est d'importance plus les honneurs sont grands et plus cette reconnaissance est perceptible. Leur renommée dépasse parfois les frontières de la cité.
Par exemple, la prêtresse d'Athéna Polias à Athènes est l'une des charges sacerdotales les plus prestigieuses tout comme la prêtresse de Déméter ou Koré à Éleusis. Ces charges prestigieuses peuvent faire l'objet de jalousie et de rivalité. La haute considération de la prêtresse est montrée dans son entrée en fonction au travers d'une installation solennelle pris en partie en charge par la cité. La cérémonie d'entrée peut prendre en compte un banquet à la charge de la prêtresse auquel les premiers personnages de l'État assistent.

## Un poste de pouvoir?
La sphère religieuse est la seule où la femme grecque peut jouer un rôle de premier plan dans la cité. Les pratiques cultuelles sont un champ d'action où les femmes tiennent une place considérable, elles interviennent comme mandataires et médiatrices et peuvent parfois accéder à un haut niveau de responsabilité. Elles remplissent des charges publiques pour un temps déterminé.
Il peut arriver que des prêtresses interviennent sur des terrains judiciaires, cela traduit une évolution de leur statut d'un point de vue légal et social puisqu'elles disposent de privilèges que n'ont pas les femmes ordinaires comme s'exprimer publiquement, gérer des fonds importants, imposer leur sceau sur des registres de comptes, disposer des clefs du sanctuaire où elles peuvent parfois être représentées sur des reliefs funéraires. Les prêtrises féminines sont des facteurs de promotion personnelle et de mobilité sociale en particulier quand les charges sont attribuées par tirage au sort. Les interventions religieuses des femmes contribuent dans leur cité à une sorte de rééquilibrage des sexes. Mais leur capacité d'autonomie et d'initiative n'est pas sans borne, à la fin de leur charge elles doivent rendre des comptes car pouvoirs politiques et religieux sont toujours imbriqués. Durant l'époque hellénistique les femmes n'ont cependant jamais été l'égal des hommes dans la sphère publique, leur pouvoir se bornant à leur sanctuaire.
Les femmes grecques sont dépendantes de leur clan familial, sauf exception, car contraintes de se mettre en avant à la suite de veuvage ou de l'absence de frère. En étant prêtresse, on peut penser qu'elles arrivent à s'extraire de cette emprise. Néanmoins, l'emprise qui pèse sur la femme est transféré du clan familial aux hautes autorités politiques qui ont un pouvoir de commandement sur le rôle de la prêtresse régissant les règles auxquelles elle est soumise et pouvant modifier à leur guise les attributions de cette dernière.